# Chronologie de la science
Ceci est une chronologie de la science.

## XXIesiècle

### Années 2020
- 2024 en science –
- 2023 en science –
- 2022 en science – x
- 2021 en science – x
- 2020 en science – x

### Années 2010
- 2019 en science – x
- 2018 en science – x
- 2017 en science – x
- 2016 en science – x
- 2015 en science – x
- 2014 en science – x
- 2013 en science – x
- 2012 en science – x
- 2011 en science – x
- 2010 en science – x

### Années 2000
- 2009 en science – x
- 2008 en science – x
- 2007 en science – x
- 2006 en science – x
- 2005 en science – x
- 2004 en science – x
- 2003 en science – x
- 2002 en science – x
- 2001 en science – x
- 2000 en science – x

## XXesiècle

### Années 1990
- 1999 en science – x
- 1998 en science – x
- 1997 en science - x
- 1996 en science - x
- 1995 en science - x
- 1994 en science – x
- 1993 en science - x
- 1992 en science – x
- 1991 en science – x
- 1990 en science - x

### Années 1980
- 1989 en science – x
- 1988 en science – x
- 1987 en science - x
- 1986 en science - x
- 1985 en science - x
- 1984 en science – x
- 1983 en science - x
- 1982 en science – x
- 1981 en science – x
- 1980 en science - x

### Années 1970
- 1979 en science – x
- 1978 en science – x
- 1977 en science - x
- 1976 en science - x
- 1975 en science - x
- 1974 en science – x
- 1973 en science - x
- 1972 en science – x
- 1971 en science – x
- 1970 en science - x

### Années 1960
- 1969 en science – x
- 1968 en science – x
- 1967 en science - x
- 1966 en science – x
- 1965 en science - x
- 1964 en science – x
- 1963 en science - x
- 1962 en science – x
- 1961 en science – x
- 1960 en science - x

### Années 1950
- 1959 en science – x
- 1958 en science – x
- 1957 en science - x
- 1956 en science - x
- 1955 en science - x
- 1954 en science – x
- 1953 en science - x
- 1952 en science – x
- 1951 en science – x
- 1950 en science - x

### Années 1940
- 1949 en science – x
- 1948 en science – x
- 1947 en science - x
- 1946 en science - x
- 1945 en science - x
- 1944 en science – x
- 1943 en science - x
- 1942 en science – x
- 1941 en science – x
- 1940 en science - x

### Années 1930
- 1939 en science – x
- 1938 en science – x
- 1937 en science - x
- 1936 en science - x
- 1935 en science - x
- 1934 en science – x
- 1933 en science - x
- 1932 en science – x
- 1931 en science – x
- 1930 en science - x

### Années 1920
- 1929 en science – x
- 1928 en science – x
- 1927 en science - x
- 1926 en science - x
- 1925 en science - x
- 1924 en science – x
- 1923 en science - x
- 1922 en science – x
- 1921 en science – x
- 1920 en science - x

### Années 1910
- 1919 en science – x
- 1918 en science – x
- 1917 en science - x
- 1916 en science - x
- 1915 en science - x
- 1914 en science – x
- 1913 en science - x
- 1912 en science – x
- 1911 en science – x
- 1910 en science - x

### Années 1900
- 1909 en science – x
- 1908 en science – x
- 1907 en science - x
- 1906 en science - x
- 1905 en science - x
- 1904 en science – x
- 1903 en science - x
- 1902 en science – x
- 1901 en science – x
- 1900 en science - x

## XIXesiècle

### Années 1890
- 1899 en science – x
- 1898 en science – x
- 1897 en science - x
- 1896 en science - x
- 1895 en science - x
- 1894 en science – x
- 1893 en science - x
- 1892 en science – x
- 1891 en science – x
- 1890 en science - x

### Années 1880
- 1889 en science – x
- 1888 en science – x
- 1887 en science - x
- 1886 en science - x
- 1885 en science - x
- 1884 en science – x
- 1883 en science - x
- 1882 en science – x
- 1881 en science – x
- 1880 en science - x

### Années 1870
- 1879 en science – x
- 1878 en science – x
- 1877 en science - x
- 1876 en science - x
- 1875 en science - x
- 1874 en science – x
- 1873 en science - x
- 1872 en science – x
- 1871 en science – x
- 1870 en science - x

### Années 1860
- 1869 en science – x
- 1868 en science – x
- 1867 en science - x
- 1866 en science - x
- 1865 en science - x
- 1864 en science – x
- 1863 en science - x
- 1862 en science – x
- 1861 en science – x
- 1860 en science - x

### Années 1850
- 1859 en science – x
- 1858 en science – x
- 1857 en science - x
- 1856 en science - x
- 1855 en science - x
- 1854 en science – x
- 1853 en science - x
- 1852 en science – x
- 1851 en science – x
- 1850 en science - x

### Années 1840
- 1849 en science – x
- 1848 en science – x
- 1847 en science - x
- 1846 en science - x
- 1845 en science - x
- 1844 en science – x
- 1843 en science - x
- 1842 en science – x
- 1841 en science – x
- 1840 en science - x

### Années 1830
- 1839 en science – x
- 1838 en science – x
- 1837 en science - x
- 1836 en science - x
- 1835 en science - x
- 1834 en science – x
- 1833 en science - x
- 1832 en science – x
- 1831 en science – x
- 1830 en science - x

### Années 1820
- 1829 en science – x
- 1828 en science – x
- 1827 en science - x
- 1826 en science - x
- 1825 en science - x
- 1824 en science – x
- 1823 en science - x
- 1822 en science – x
- 1821 en science – x
- 1820 en science - x

### Années 1810
- 1819 en science – x
- 1818 en science – x
- 1817 en science - x
- 1816 en science - x
- 1815 en science - x
- 1814 en science – x
- 1813 en science - x
- 1812 en science – x
- 1811 en science – x
- 1810 en science - x

### Années 1800
- 1809 en science – x
- 1808 en science – x
- 1807 en science - x
- 1806 en science - x
- 1805 en science - x
- 1804 en science – x
- 1803 en science - x
- 1802 en science – x
- 1801 en science – x
- 1800 en science - x

## XVIIIesiècle

### Années 1790
- 1799 en science - x
- 1798 en science – x
- 1797 en science – x
- 1796 en science - x
- 1795 en science – x
- 1794 en science - x
- 1793 en science - x
- 1792 en science - x
- 1791 en science – x
- 1790 en science – x

### Années 1780
- 1789 en science – x
- 1788 en science – x
- 1787 en science - x
- 1786 en science - x
- 1785 en science - x
- 1784 en science – x
- 1783 en science - x
- 1782 en science – x
- 1781 en science – x
- 1780 en science - x

### Années 1770
- 1779 en science – x
- 1778 en science – x
- 1777 en science - x
- 1776 en science - x
- 1775 en science - x
- 1774 en science – x
- 1773 en science - x
- 1772 en science – x
- 1771 en science – x
- 1770 en science - x

### Années 1760
- 1769 en science – x
- 1768 en science – x
- 1767 en science - x
- 1766 en science - x
- 1765 en science - x
- 1764 en science – x
- 1763 en science - x
- 1762 en science – x
- 1761 en science – x
- 1760 en science - x

### Années 1750
- 1759 en science – x
- 1758 en science – x
- 1757 en science - x
- 1756 en science - x
- 1755 en science - x
- 1754 en science – x
- 1753 en science - x
- 1752 en science – x
- 1751 en science – x
- 1750 en science - x

### Années 1740
- 1749 en science – x
- 1748 en science – x
- 1747 en science - x
- 1746 en science - x
- 1745 en science - x
- 1744 en science – x
- 1743 en science - x
- 1742 en science – x
- 1741 en science – x
- 1740 en science - x

### Années 1730
- 1739 en science – x
- 1738 en science – x
- 1737 en science - x
- 1736 en science - x
- 1735 en science - x
- 1734 en science – x
- 1733 en science - x
- 1732 en science – x
- 1731 en science – x
- 1730 en science - x

### Années 1720
- 1729 en science – x
- 1728 en science – x
- 1727 en science - x
- 1726 en science - x
- 1725 en science - x
- 1724 en science – x
- 1723 en science - x
- 1722 en science – x
- 1721 en science – x
- 1720 en science - x

### Années 1710
- 1719 en science – x
- 1718 en science – x
- 1717 en science - x
- 1716 en science - x
- 1715 en science - x
- 1714 en science – x
- 1713 en science - x
- 1712 en science – x
- 1711 en science – x
- 1710 en science - x

### Années 1700
- 1709 en science – x
- 1708 en science – x
- 1707 en science - x
- 1706 en science - x
- 1705 en science - x
- 1704 en science – x
- 1703 en science - x
- 1702 en science – x
- 1701 en science – x
- 1700 en science - x

## XVIIesiècle

### Années 1690
- 1699 en science – x
- 1698 en science – x
- 1697 en science - x
- 1696 en science - x
- 1695 en science - x
- 1694 en science – x
- 1693 en science - x
- 1692 en science – x
- 1691 en science – x
- 1690 en science - x

### Années 1680
- 1689 en science – x
- 1688 en science – x
- 1687 en science - x
- 1686 en science - x
- 1685 en science - x
- 1684 en science – x
- 1683 en science - x
- 1682 en science – x
- 1681 en science – x
- 1680 en science - x

### Années 1670
- 1679 en science – x
- 1678 en science – x
- 1677 en science - x
- 1676 en science - x
- 1675 en science - x
- 1674 en science – x
- 1673 en science - x
- 1672 en science – x
- 1671 en science – x
- 1670 en science - x

### Années 1660
- 1669 en science – x
- 1668 en science – x
- 1667 en science - x
- 1666 en science - x
- 1665 en science - x
- 1664 en science – x
- 1663 en science - x
- 1662 en science – x
- 1661 en science – x
- 1660 en science - x

### Années 1650
- 1659 en science – x
- 1658 en science – x
- 1657 en science - x
- 1656 en science - x
- 1655 en science - x
- 1654 en science – x
- 1653 en science - x
- 1652 en science – x
- 1651 en science – x
- 1650 en science - x

### Années 1640
- 1649 en science – x
- 1648 en science – x
- 1647 en science - x
- 1646 en science - x
- 1645 en science - x
- 1644 en science – x
- 1643 en science - x
- 1642 en science – x
- 1641 en science – x
- 1640 en science - x

### Années 1630
- 1639 en science – x
- 1638 en science – x
- 1637 en science - x
- 1636 en science - x
- 1635 en science - x
- 1634 en science – x
- 1633 en science - x
- 1632 en science – x
- 1631 en science – x
- 1630 en science - x

### Années 1620
- 1629 en science – x
- 1628 en science – x
- 1627 en science - x
- 1626 en science - x
- 1625 en science - x
- 1624 en science – x
- 1623 en science - x
- 1622 en science – x
- 1621 en science – x
- 1620 en science - x

### Années 1610
- 1619 en science – x
- 1618 en science – x
- 1617 en science - x
- 1616 en science - x
- 1615 en science - x
- 1614 en science – x
- 1613 en science - x
- 1612 en science – x
- 1611 en science – x
- 1610 en science - x

### Années 1600
- 1609 en science – Johannes Kepler publie l'Astronomia nova, qui énonce les deux premières lois du mouvement des planètes.
- 1608 en science – x
- 1607 en science - x
- 1606 en science - x
- 1605 en science - x
- 1604 en science – x
- 1603 en science - Fondation de la première académie scientifique du monde, l'Accademia dei Lincei à Rome, Italie.
- 1602 en science – x
- 1601 en science – x
- 1600 en science - x

## XVIesiècle

### Années 1590
- 1599 en science – x
- 1598 en science – x
- 1597 en science - x
- 1596 en science - x
- 1595 en science - x
- 1594 en science – x
- 1593 en science - x
- 1592 en science – x
- 1591 en science – x
- 1590 en science - x

### Années 1580
- 1589 en science – x
- 1588 en science – x
- 1587 en science - x
- 1586 en science - x
- 1585 en science - x
- 1584 en science – x
- 1583 en science - x
- 1582 en science – x
- 1581 en science – x
- 1580 en science - x

### Années 1570
- 1579 en science – x
- 1578 en science – x
- 1577 en science - x
- 1576 en science - x
- 1575 en science - x
- 1574 en science – x
- 1573 en science - x
- 1572 en science – x
- 1571 en science – x
- 1570 en science - x

### Années 1560
- 1569 en science – x
- 1568 en science – x
- 1567 en science - x
- 1566 en science - x
- 1565 en science - x
- 1564 en science – x
- 1563 en science - x
- 1562 en science – x
- 1561 en science – x
- 1560 en science - x

### Années 1550
- 1559 en science – x
- 1558 en science – x
- 1557 en science - x
- 1556 en science - x
- 1555 en science - x
- 1554 en science – x
- 1553 en science - x
- 1552 en science – x
- 1551 en science – x
- 1550 en science - x

### Années 1540
- 1549 en science – x
- 1548 en science – x
- 1547 en science - x
- 1546 en science - x
- 1545 en science - x
- 1544 en science – x
- 1543 en science - x
- 1542 en science – x
- 1541 en science – x
- 1540 en science - x

### Années 1530
- 1539 en science – x
- 1538 en science – x
- 1537 en science - x
- 1536 en science - x
- 1535 en science - x
- 1534 en science – x
- 1533 en science - x
- 1532 en science – x
- 1531 en science – x
- 1530 en science - x

### Années 1520
- 1529 en science – x
- 1528 en science – x
- 1527 en science - x
- 1526 en science - x
- 1525 en science - x
- 1524 en science – x
- 1523 en science - x
- 1522 en science – x
- 1521 en science – x
- 1520 en science - x

### Années 1510
- 1519 en science – x
- 1518 en science – x
- 1517 en science - x
- 1516 en science - x
- 1515 en science - x
- 1514 en science – x
- 1513 en science - x
- 1512 en science – x
- 1511 en science – x
- 1510 en science - x

### Années 1500
- 1509 en science – x
- 1508 en science – x
- 1507 en science - x
- 1506 en science - x
- 1505 en science - x
- 1504 en science – x
- 1503 en science - x
- 1502 en science – x
- 1501 en science – x
- 1500 en science - x

### DuIVesiècleav. J.-C.auXVesiècle
- XVe siècle en science
- XIVe siècle en science
- XIIIe siècle en science
- XIIe siècle en science
- XIe siècle en science
- Xe siècle en science
- IXe siècle en science
- VIIIe siècle en science
- VIIe siècle en science
- VIe siècle en science
- Ve siècle en science
- IVe siècle en science
- IIIe siècle en science
- IIe siècle en science
- Ier siècle en science
- Ier siècle av. J.-C. en science
- IIe siècle av. J.-C. en science
- IIIe siècle av. J.-C. en science
- IVe siècle av. J.-C. en science